# Кравець Василь Мусійович
Василь Мусійович Кравець (3 квітня 1919, Індики — 5 лютого 1998) — український вчений , викладач марксистсько-ленінської філософії, кандидат філософських наук, доцент, ректор Станіславського (Івано-Франківського) педагогічного інституту (1957—1967 рр.).

## Життєпис
Народився 3 квітня 1919 р. в селі Індики в селянській родині.
У 1933 р. закінчив Шмирецьку середню школу. До 1937 р. навчався в Дзеленецькому сільськогосподарському технікумі, а в 1939 р. закінчив мовно-літературний факультет Бердичівського учительського інституту.
У 1937—1939 рр. вчителював у Педоській семирічній школі Чорноострівського району Хмельницької області, в 1939—1940 рр. — директор Антонівської семирічної школи Оргеєвського району в Білорусії.
У кінці червня 1940 р. мобілізований у ряди Червоної армії. Січень–червень 1941 р. — курсант Одеського військово-політичного училища, по закінченні якого — комісар артилерійського підрозділу. Жовтень 1942 р.–травень 1943 р. — курсант Рузаєвського училища пропагандистів Червоної армії. 1943—1946 рр. — пропагандист особливого Московського артилерійського корпусу. Двічі поранений, демобілізований у ранзі підполковника запасу.
У 1947—1949 рр. — лектор Хмельницького міськкому КПУ. У 1952 р. закінчив Київську партійну школу, був направлений на посаду викладача партійної школи при Станіславському обкомі КПУ (1952—1954). У 1954—1955 рр. — аспірант Київського університету ім. Т.Шевченка, захистив дисертацію. Викладав філософію у Вищій партійній школі при Станіславському обкомі КПУ (1955—1957 рр.) З 1955 р. — завідувач кафедри марксистсько-ленінської філософії Станіславського педінституту, у 1957—1967 рр. — ректор цього навчального закладу.

###### Діяльність на посаді ректора Станіславського (Івано-Франківського) педінституту ім. В.Стефаника
За період керівництва В. М. Кравця до закладу здійснювався набір на чотири факультети: історико-філологічний, фізико-математичний, методики й педагогіки початкової освіти та загальнонауковий. Було розширено бібліотеку інституту, розбудовувався його головний корпус, новий гуртожиток. На 1963—1964 рр. в навчальному закладі працювали 134 викладачі, 29 з яких були доцентами, кандидатами наук.
У 1967—1981 рр. В. М. Кравець доцент, завідувач кафедри філософії Івано-Франківського медінституту.
У 1982 р. повернувся до Івано-Франківського педінституту ім. В.Стефаника, де до 1991 р. працював доцентом кафедри філософії і наукового комунізму. Звільнився 10 квітня 1992 р.
Підготував дисертацію доктора наук «Наукова неспроможність і антигуманна сутність моральних догм християнської релігії», але ВАК і Москві її не затвердив. Автор праць «Роль моралі в умовах поступового переходу до комунізму» (1960), «Сутність і функції моралі і проблема морального виховання» (1975), «Людина народжена для щастя» (1997) та ще близько 100 статей.